# NGC 6729

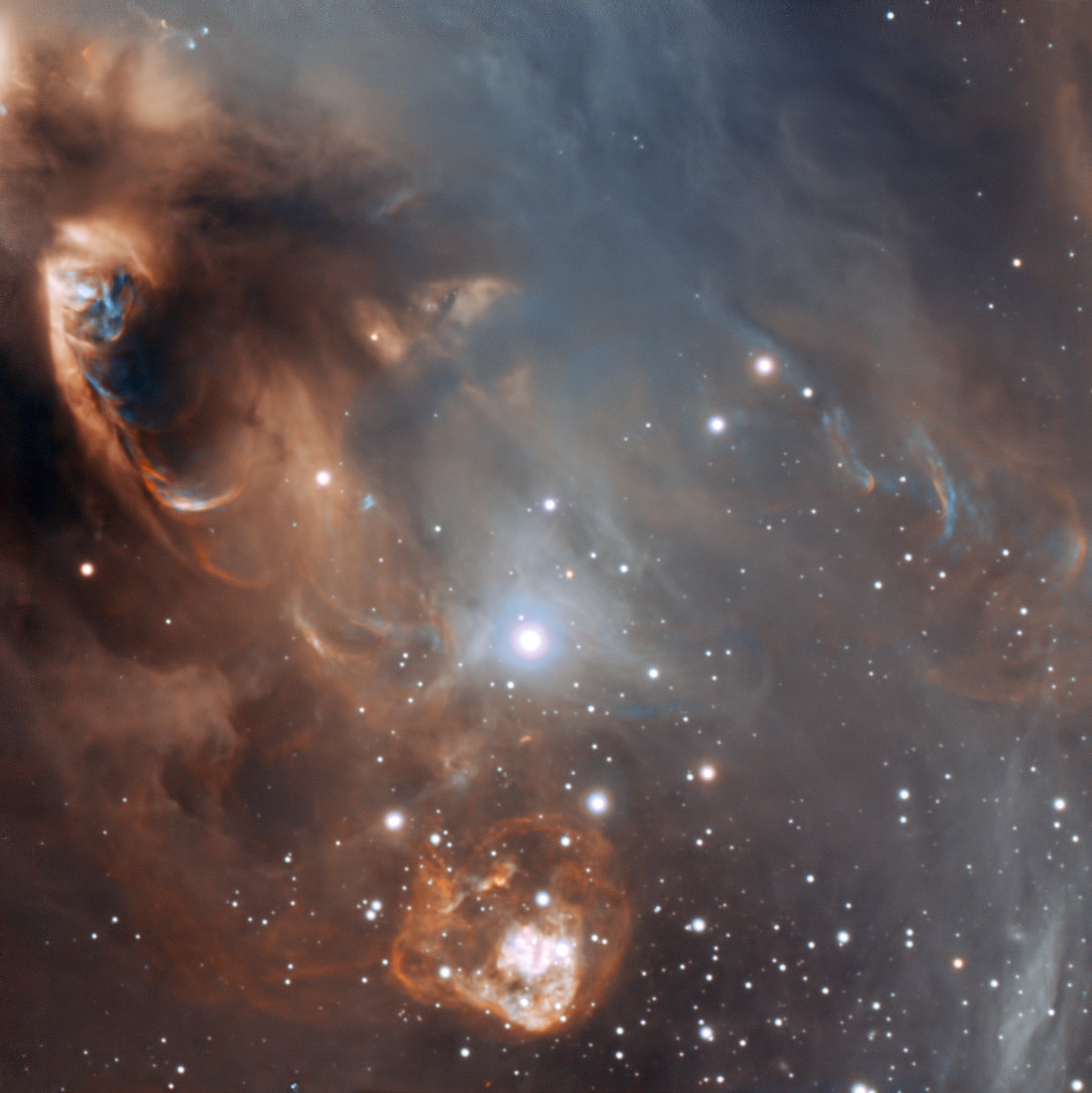
NGC 6729

NGC 6729 sau Caldwell 68 este o nebuloasă de reflexie sau de emisie situată în constelația Coroana Australă. A fost descoperită de Johann Friedrich Julius Schmidt în anul 1861. 